# Pholidoskepia
Ordre
Pholidoskepia est un ordre de mollusques aplacophores.

## Liste des familles et genres
- Dondersiidae Simroth, 1893   
  - Dondersia Hubrecht, 1888
  - Nematomenia Simroth, 1893
  - Ichthyomenia Pilsbry, 1898
  - Stylomenia Pruvot, 1899
  - Heathia Thiele, 1913
  - Micromenia Leloup, 1948
  - Lyratoherpia Salvini-Plawen, 1978
  - Helluoherpia Handl and Büchinger, 1996
  - Squamatoherpia Büchinger and Handl, 1996
- Gymnomeniidae Odhner, 1921
  - Gymnomenia Odhner, 1921
  - Wirenia Odhner, 1921
  - Genitoconia Salvini-Plawen, 1967
- Lepidomeniidae Pruvot, 1902
  - Lepidomenia Kowalevsky, 1883
  - Nierstraszia Heath, 1918
  - Tegulaherpia Salvini-Plawen, 1983
- Macellomeniidae Salvini-Plawen, 1978
  - Macellomenia Simroth, 1893
- Meiomeniidae Salvini-Plawen 1985
  - Meiomenia Morse, 1979
  - Meioherpia Salvini-Plawen, 1985
- Sandalomeniidae Salvini-Plawen, 1978
  - Sandalomenia Thiele, 1913